# Dom St. Johannes (Toruń)

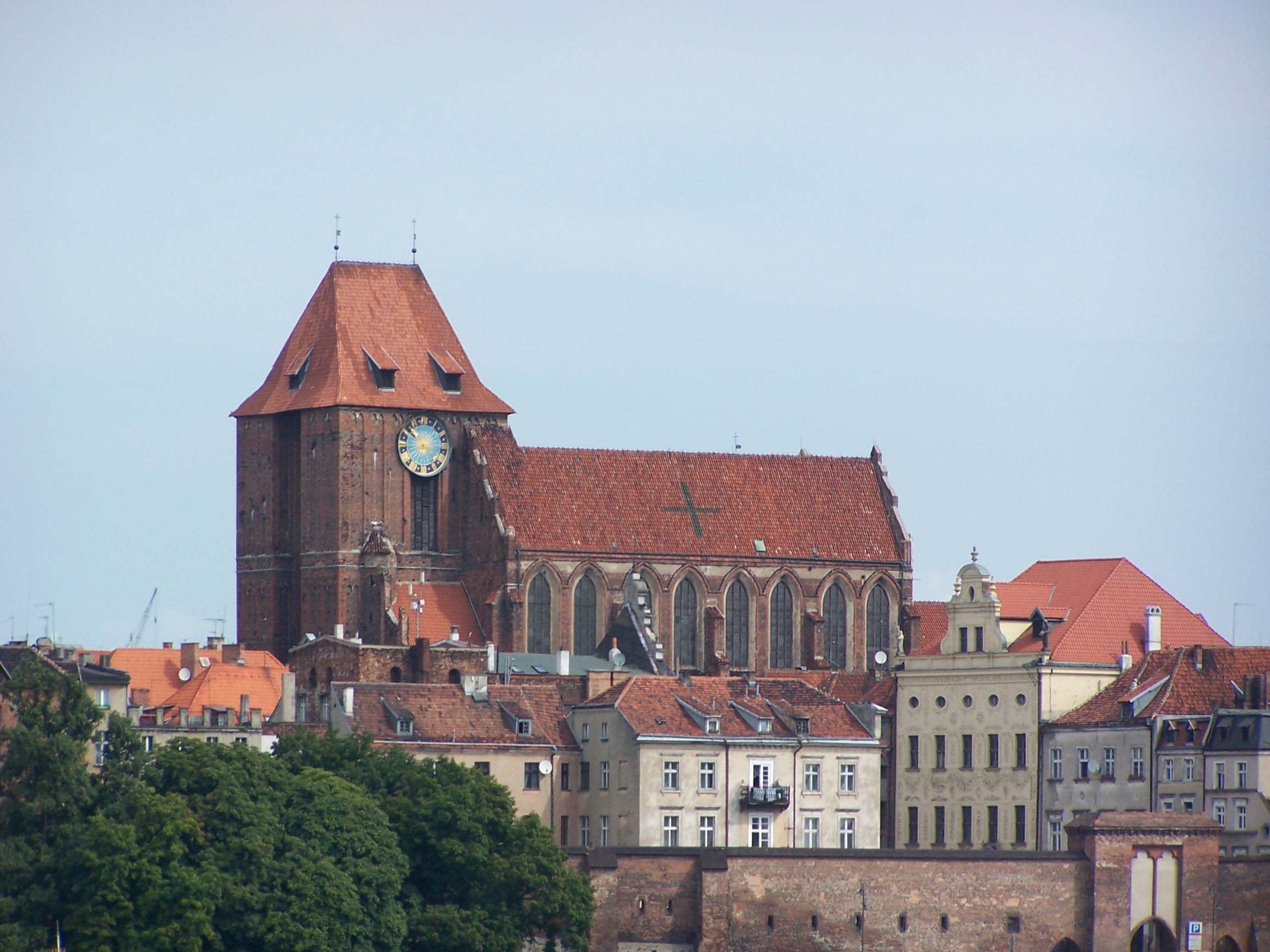
Dom St. Johannes der Täufer und Johannes der Evangelist

Der Dom St. Johannes der Täufer und Johannes der Evangelist (polnisch Bazylika katedralna Świętych Jana Chrzciciela i Jana Ewangelisty) ist die Kathedrale des Bistums Toruń im nördlichen Polen und die wichtigste Kirche der Stadt. Sie gehört mit der Altstadt zum UNESCO-Weltkulturerbe.

## Geschichte

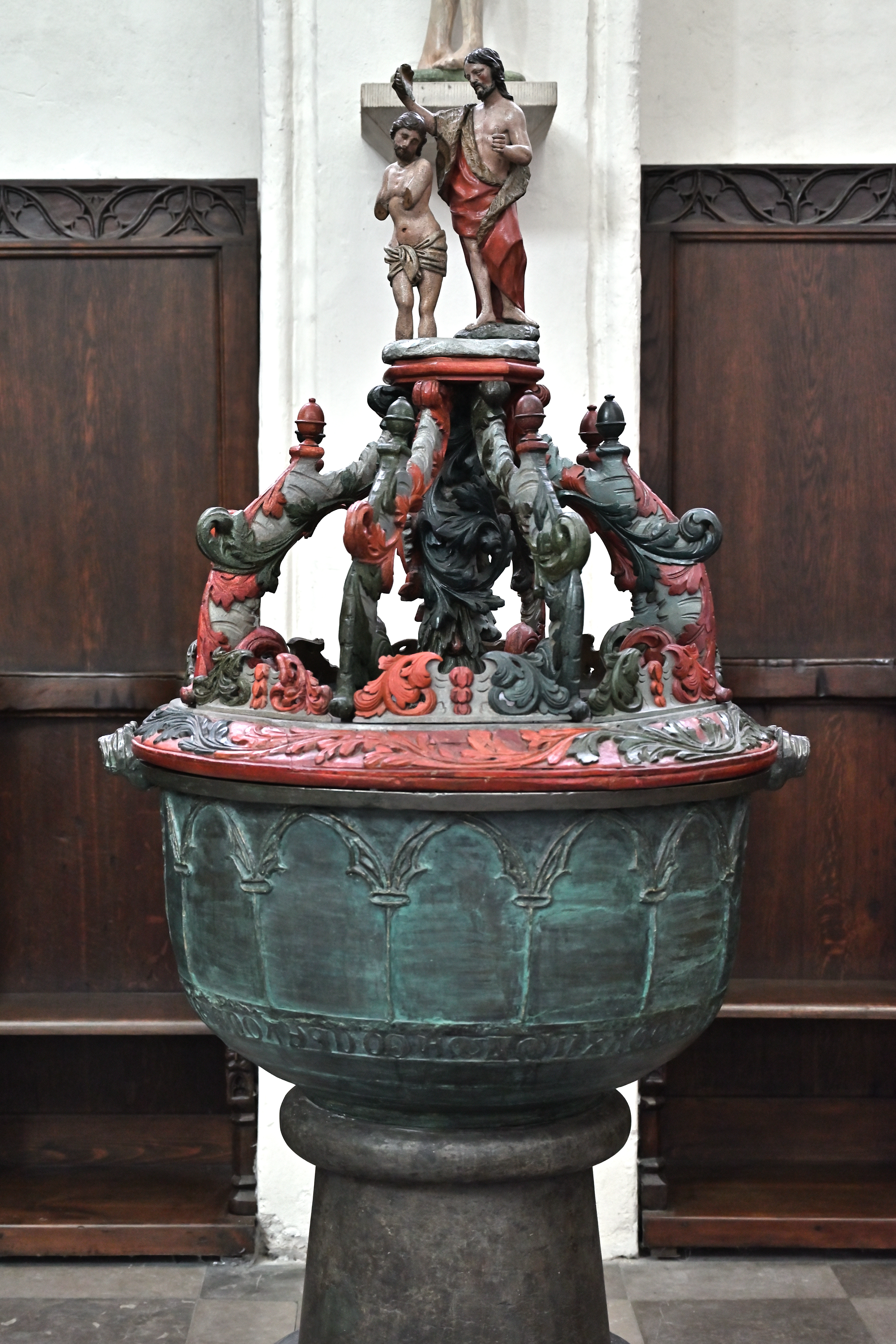
Taufbecken, in dem Nikolaus Kopernikus getauft wurde

Die Johanneskirche wurde als Pfarrkirche der Altstadt ab etwa 1270 in Form einer Basilika begonnen. 1351 zerstörte ein Brand Teile des Gebäudes, danach wurde das Langhaus erneuert und dabei das basilikale  Schema des Vorgängerbaus aufgegeben zugunsten einer Hallenkirche. Am Nord- und Südschiff wurden einige Kapellen angebaut. Im Jahr 1406 stürzte der Kirchturm ein, er wurde ab 1407 unter Leitung des Baumeisters Johann Gotland bis 1433 erneuert.
1473 wurde dort Nikolaus Kopernikus getauft.
Seit 1557 war die Kirche evangelisch. Von 1583 bis 1596 nutzten Protestanten und Katholiken sie gemeinsam. In diesen Jahren wurde das Innere verputzt und übertüncht, wobei die Wandgemälde des 14. und 15. Jahrhunderts verschwanden.
Die Kirche erhielt 1935 durch Papst Pius XI. den Rang einer Basilica minor verliehen. Von den Zerstörungen des Zweiten Weltkriegs blieb die Kirche weitgehend verschont. Mit der Schaffung des Bistums Toruń wurde die Pfarrkirche 1992 zu dessen Kathedrale erhoben. Zu Beginn des 21. Jahrhunderts wurden die Malereien im Presbyterium und an der Ostwand wieder freigelegt. Sie zeugen vom Reichtum der mittelalterlichen Ausschmückung der Wände.

## Architektur

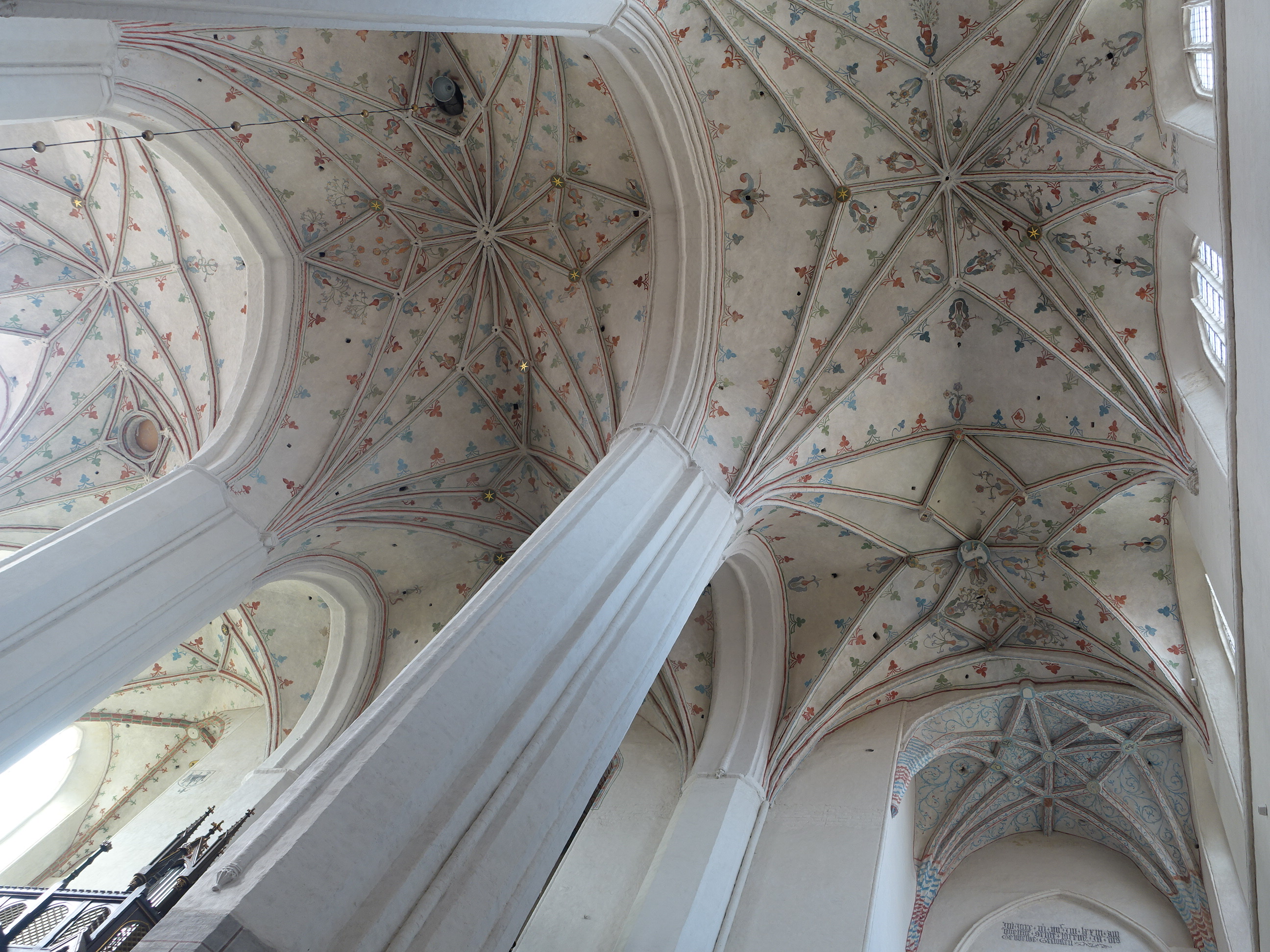
Gewölbe des Johannisdoms

Der Dom St. Johannes ist eine dreischiffige gotische Hallenkirche aus Backstein. Sie ist 56,2 Meter lang und 27,3 Meter hoch. Der Turm ist 52 Meter hoch. Die Joche sind mit Sterngewölben überfangen.
Die Nordvorhalle ist mit einer zierlichen Ziegelattika ausgestattet.

## Ausstattung
- Hauptaltar mit Schnitzfiguren der Apostel Bartholomäus und Simon neben dem Hl. Wolfgang, auf den gemalten Flügeln die vier großen Kirchenväter. 1502–06, schlesisch. Unmittelbar darüber ist heute ein Triumphkreuz aus dem 14. Jahrhundert gestellt.
- Das große, ungewöhnlich komplexe Gemälde auf der Nordwand über dem Eingang in die Sakristei (um 1380 bis 1390) stellt das Jüngste Gericht gemeinsam mit der Kreuzigung dar: oben Gottvater begleitet von Engeln verschiedenen Ranges, darunter der Satan besiegende Erzengel Michael, und von dem die erlösten Seelen im Himmel annehmenden Petrus; unten die Auferstehung der Toten und die Hölle; in der Mitte ein Kruzifix als ein lebendes Kreuz und der aus der Brust des Patriarchen herauswachsende Jesse-Baum; seitlich Maria, St. Johannes, Frauen, ein altrömischer Centurio. Des Weiteren Allegorien der Kirche und der Synagoge, Tugenden und Laster, eine Mater Misericordiae, die Begegnung der Drei Lebenden und drei Toten. Das Gemälde ist wegen seiner Bezüge und besonders vielen bildlichen Andeutungen ein wichtiges Werk für die Kenntnis der mittelalterlichen Ikonographie.
- Die sogenannte Thorner Madonna (um 1390) war ein bedeutendes Kunstwerk des Weichen Stils der Gotik. Das Original aus Kalkstein ist seit 1944 verschollen, als es von deutschen Soldaten abtransportiert wurde. Im Dom ist nur eine Kopie der Skulptur aufgestellt. Immerhin ist die Konsole mit der Mosesdarstellung, auf der die Skulptur steht, ein Original und entstammt ebenfalls der Werkstatt des Meisters der Thorner Madonna[2].*

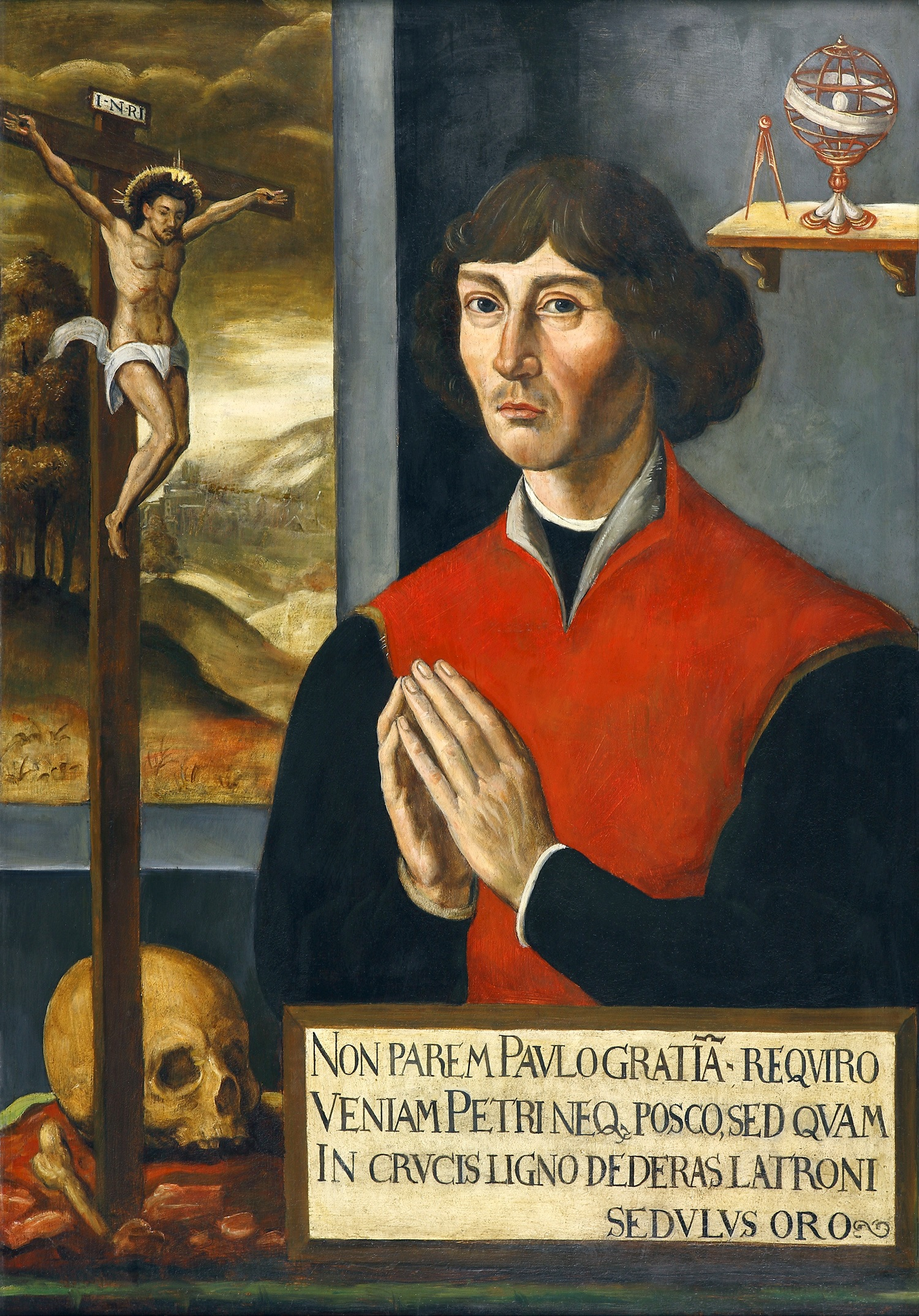
Ausschnitt aus dem Kopernikus-Epitaph

- In der Kapelle des St. Stanislaus Kostka steht ein Spätbarockaltar von 1719, mit Gemälde der Anbetung der Muttergottes mit dem Christkindchen von St. Stanislaus, das Bartholomäus Strobel 1634 anfertigte.
- Die südwestliche Kapelle enthält ein Relief des Marientodes, vor allem aber ein Epitaph von 1589 für Nikolaus Kopernikus, in das 1582 ein Gemälde des 1543 gestorbenen Astronomen eingefügt wurde.
- Erst vor wenigen Jahren freigelegte, monumentale Wandmalereien im Chor und auf den südlichen Wandpfeilern stellen Apostel und andere Heilige dar.
- Bronzene Grabplatte für Bürgermeister Johann von Soest, um 1360, Import aus Flandern.
- Glasmalerei, in mittelalterlicher Manier von dem Toruńer Künstler Edward Kwiatkowski in den Jahren 1949 bis 1951 gestaltet; einige Überbleibsel der gotischen Verglasung wurden eingesetzt, zum Beispiel oben im  Maßwerk.
- Die Tuba Dei ist mit 2,17 Metern Durchmesser und einem Gewicht von 7200 Kilogramm heute die zweitgrößte Glocke Polens.[4] Sie wurde um 1500 in einer Thorner Glockengießerei gegossen.